# Jean Dell
Pour les articles homonymes, voir Dell (homonymie).
Jean Dell, né le 17 mars 1961 à Saint-Étienne, est un comédien, scénariste et auteur de théâtre français.

## Biographie
Après des débuts à la radio, il se tourne vers la scène, le cinéma ainsi que vers la télévision, où il créera et interprétera plusieurs sketches de l'émission Les Grosses Têtes. Il a également participé à l'émission La Classe.
Il apparaît également dans des épisodes de : Sous le soleil, Nestor Burma, H, La Crim', Famille d'accueil, Les Cordier, juge et flic, Jamais deux sans toi...t, Avocats et Associés, Central Nuit, Louis la Brocante, Boulevard du Palais, etc.
En 1990, il a également tourné dans une publicité pour la voiture tchèque Škoda Favorit, sous la direction de Gérard Krawczyk.
Il écrit beaucoup avec Gérald Sibleyras qu'il a rencontré sur France Inter. Il écrit plusieurs pièces à succès : Un petit jeu sans conséquence, Vive Bouchon.
En 2011, il quitte la série Le juge est une femme, après plus de dix ans de présence. Il joue par la suite dans la série Clem.
Au cinéma, il a une trentaine de films à son actif, collaborant avec Bertrand Blier, Francis Veber, ou encore Olivier Dahan.

## Filmographie
Sauf indication contraire, les informations mentionnées dans cette section peuvent être confirmées par la base de données cinématographiques IMDb,  présente dans la section « Liens externes ».

### Cinéma
- 1991 : Steak barbare, court métrage de Jean-Walter Muller : Le PDG
- 1994 : Consentement mutuel de Bernard Stora
- 1999 : Le Schpountz de Gérard Oury : Le journaliste
- 2000 : Épouse-moi d'Harriet Marin : François
- 2000 : La Vache et le Président de Philippe Muyl : Flic en civil 1
- 2000 : 15 août de Patrick Alessandrin
- 2000 : Absolument fabuleux de Gabriel Aghion
- 2001 : Un crime au Paradis de Jean Becker : Le juge Frégard
- 2001 : J'ai faim !!! de Florence Quentin : Le client de Barnabé
- 2001 : Les Rois mages de Didier Bourdon et Bernard Campan : Le réceptionniste de l'hôtel
- 2002 : Quelqu'un de bien de Patrick Timsit : Réceptionniste
- 2003 : Qui a tué Bambi ? de Gilles Marchand : Spécialiste nez, gorge, oreilles
- 2003 : Silver moumoute, court métrage de Christophe Campos : Jacky
- 2003 : Je reste ! de Diane Kurys : Carcassonne
- 2003 : Tais-toi ! de Francis Veber : Le radiologue asile psychiatrique
- 2004 : San-Antonio de Frédéric Auburtin : Le journaliste
- 2004 : Mensonges et trahisons et plus si affinités... de Laurent Tirard : Le père de Raphaël
- 2005 : Le Démon de midi de Marie Pascale Osterrieth : Le maire
- 2005 : Combien tu m'aimes ? de Bertrand Blier : Homme du cimetière
- 2005 : La vie est à nous ! de Gérard Krawczyk : Le curé
- 2006 : La Panthère rose (The Pink Panther) de Shawn Levy : Ministre de la Justice Clochard
- 2006 : La Maison du bonheur de Dany Boon : Notaire 2
- 2007 : Danse avec lui de Valérie Guignabodet : Daniel
- 2008 : Deux Jours à tuer de Jean Becker : Mortez, client de l'agence de pub
- 2008 : French Film de Jackie Oudney : Alain
- 2009 : Le Missionnaire de Roger Delattre : Le capitaine de gendarmerie
- 2010 : Le Bruit des glaçons de Bertrand Blier : Le cancérologue
- 2014 : Grace de Monaco (Grace of Monaco) d'Olivier Dahan : Bob Denard
- 2015 : La Dream Team de Thomas Sorriaux[2] : Le Président du PSG
- 2017 : L'Ascension de Ludovic Bernard : Homme d'affaires taxi
- 2018 : Monsieur je-sais-tout de Stéphan Archinard et François Prévôt-Leygonie : Docteur Picard
- 2019 : Convoi exceptionnel de Bertrand Blier : Jérôme Le Réveillé
- 2020 : Rebecca de Ben Wheatley : Le maître d'hôtel
- 2021 : Mystère à Saint-Tropez de Nicolas Benamou : Castelli, le garagiste

### Télévision
- 1989 - 1994 : Tribunal, série créée par Michelle Podroznik :  l'huissier
- 1990 : Haute Tension, épisode La Porte secrète réalisé par Danièle J. Suissa : le photographe
- 1990 : Force de frappe (Counterstrike), épisode Les Tulipes du Rhin (The Lady of the Rhine) réalisé par Paolo Barzman
- 1991 : Le Voyageur (The Hitchhiker), épisode Ni vu ni connu (A Whole New You) réalisé par Patricia Mazuy : Thug
- 1991 : Les Ritals de Marcel Bluwal
- 1992 : Interdit d'amour de Catherine Corsini
- 1996 - 1997 : Jamais deux sans toi...t, épisodes Chirurgie romantique, Devine qui vient squatter et Le silence de l'agneau : Docteur Aleski
- 1997 : Un printemps de chien d'Alain Tasma
- 1997 : Ma voyante préférée épisode Lifting
- 1998 : Une grosse bouchée d'amour de Michaëla Watteaux : avocat
- 1998 : Sous le soleil, épisodes Coupable ou non coupable et Le Bonheur des uns réalisés par Philippe Roussel : Maître Belgrand
- 1998 : Nestor Burma , épisode Mise à prix pour Nestor Burma réalisé par Philippe Niang : le concierge hôtel
- 1999 : Joséphine, ange gardien, épisode Une mauvaise passe réalisé par Pierre Joassin : le douanier
- 1999 : Island détectives, épisode Pauvre Lolla réalisé par Emmanuel Fonlladosa
- 1999 : Un gars, une fille d'Isabelle Camus et Hélène Jacques (Adaptation française)
- 2000 : H, épisode Une histoire de cousine (1/2) réalisé par Charles Nemes
- 2000 : Un et un font six, épisode Chassé-croisé réalisé par Jean-Pierre Vergne : le maire du village
- 2000 : Anibal de Pierre Boutron : Didier
- 2000 : Joséphine, ange gardien, épisode Des cultures différentes réalisé par Philippe Monnier : le vétérinaire
- 2000 - 2014 : Le juge est une femme : le greffier Édouard Lemonnier
- 2001 : Un cœur oublié de Philippe Monnier : Delaplace
- 2001 : Une fille dans l'azur de Jean-Pierre Vergne : Valère
- 2001 : Rastignac ou les Ambitieux, mini-série réalisée par Alain Tasma : Labri
- 2001 : Sophie Rousseau, la vie avant tout: Nature mortelle de Alain Tasma : Docteur Langlade
- 2001 : Une femme d'honneur, épisode Perfide Albion réalisé par Philippe Monnier : Lafargue, le journaliste
- 2001 : Le Regard de l'autre de Dominique Tabuteau : le gendarme
- 2002 : Une Ferrari pour deux de Charlotte Brändström : le motard 2
- 2002 : Un paradis pour deux de Pierre Sisser : le chef de service
- 2002 : Napoléon, épisode 1800-1807 réalisé par Yves Simoneau : Joueur Malmaison
- 2002 : Commissariat Bastille, épisode Permis de chasse réalisé par Jean-Marc Seban
- 2002 : Un impossible amour de Michaëla Watteaux : le chef de rayon
- 2002 : Fred et son orchestre, épisode Le Secret de Laure réalisé par Michaëla Watteaux : l'inspecteur d'académie
- 2002 : Avocats et Associés, épisode Retour de bâton réalisé par Alexandre Pidoux : Procureur correctionnelle
- 2002 : Avocats et Associés, épisode Rendez-moi ma fille réalisé par Christophe Lamotte : le juge de l'affaire Balton
- 2002 : Joséphine, ange gardien, épisode Nadia réalisé par Laurent Dussaux : Docteur Bolbec
- 2003 : La Deuxième Vérité de Philippe Monnier : Procureur Lurs
- 2003 : Un bébé noir dans un couffin blanc de Laurent Dussaux : le Docteur Moreau
- 2003 : Mata Hari, la vraie histoire d'Alain Tasma : le marquis de Margerie
- 2003 : Le Bleu de l'océan, épisode 4 réalisé par Didier Albert : Professeur Chaney
- 2003 : Les Enquêtes d'Éloïse Rome, épisode Les Guêpes réalisé par Vincent Monnet : Londonne
- 2003 : L'affaire Dominici de Pierre Boutron : Avocat général Rozan
- 2003 : Père et Maire, épisode Un mariage sans témoin réalisé par Philippe Monnier : le banquier
- 2003 : Avocats et Associés, épisode Le Loup dans la bergerie  réalisé par Alexandre Pidoux : l'avocat général
- 2003 : L'Instit, épisode Privé d'école : Agent juridique
- 2004 : La Crim', épisode Le Secret réalisé par Dominique Guillo : Belmonta
- 2004 : L'Insaisissable d'Élisabeth Rappeneau
- 2004 : Le voyageur sans bagage de Pierre Boutron : le maître d'hôtel
- 2004 : Julie Lescaut, épisode L'orphelin réalisé par Alain Wermus : Bellegarde
- 2004 : Joséphine, ange gardien, épisode Tous en chœur réalisé par Patrick Malakian : Frère Mathieu
- 2004 - 2006 : Léa Parker, série créée par Nicolas Durand-Zouky, Jean-Benoît Gillig et Jeanne Le Guillou : Barrault
- 2005 : 2013, la fin du pétrole de Stéphane Meunier
- 2005 : Famille d'accueil, épisode Instinct de vie réalisé par Bruno Bontzolakis : Vincent
- 2005 : La Visite de Pierre Sisser : Michel Séguier
- 2005 : Le Temps meurtrier de Philippe Monnier : l'adjudant chef Thomassin
- 2005 : Les Cordier, juge et flic, épisode Angela réalisé par Paul Planchon : vendeur boutique
- 2005 : Désiré Landru de Pierre Boutron : le président
- 2005 : Avocats et Associés, épisode Fantômes en stock réalisé par Christophe Barraud : l'avocat général Cuq
- 2006 : Le Grand Charles de Bernard Stora : Pierre Billotte
- 2006 : Du goût et des couleurs de Michaëla Watteaux : Antonio Marchetti
- 2006 : Central Nuit, épisode Embûches de Noël réalisé par Serge De Closets : Dumas
- 2006 : Amélie a disparu de Joyce Buñuel : Leblanc
- 2006 : La Volière aux enfants de Olivier Guignard : Monsieur Chaumar
- 2006 : Homicides, épisode Dame de cœur réalisé par Christophe Barraud : Duverger
- 2007 : Confidences, mini-série créée par Laurent Dussaux : Le psychiatre
- 2007 : Chez Maupassant, épisode Toine réalisé par Jacques Santamaria : le docteur
- 2007 : Louis la Brocante, épisode Louis et les répondants  réalisé par Michel Favart : Jean-Claude
- 2007 : Coupable de Philippe Monnier : Fotorino
- 2007 : Suspectes, mini-sériée créée par Céline Guyot et Martin Guyot, épisode 6 : garçon serveur
- 2007 : Boulevard du Palais, épisode Crédit revolver réalisé par Pascale Dallet : Gérard Falsetta
- 2007 : Joséphine, ange gardien, épisode Le Secret des Templiers réalisé par Philippe Monnier : Hugues de Bouailles
- 2008 : Sa raison d'être de Renaud Bertrand : Michel
- 2008 : Braquage en famille de Pierre Boutron : le gérant
- 2009 : La Reine et le Cardinal de Marc Rivière : Don Pimentel
- 2009 : RIS police scientifique, épisode Sang froid réalisé par Éric Le Roux : Maître Langevin
- 2009 : Adresse inconnue, épisode Une amie de la famille réalisé par Alain Wermus : Daniel Devillard
- 2009 - 2015 : Mes amis, mes amours, mes emmerdes..., série créée par Jean-Marc Auclair, Marie Luce David et Thierry Lassalle : Verny
- 2010 : C'est toi, c'est tout de Jacques Santamaria : Antoine
- Depuis 2010 : Clem de Joyce Buñuel : Michel Brimont
- 2012 : Pour Djamila de Caroline Huppert : Edmond Michelet
- 2012 : Camping Paradis, épisode La Bonne Aventure réalisé par Bruno Garcia : Paul
- 2014 : Richelieu, la Pourpre et le Sang d'Henri Helman : Comte de Chavigny
- 2015 : Borderline d'Olivier Marchal : Samuel Bergson
- 2015 : Mongeville, épisode Mortelle mélodie réalisé par Bruno Garcia : Jean-Charles Peyroux Conti
- 2016 : Cherif, épisode Les jeux sont faits réalisé par Julien Zidi : Leonard Wermeer
- 2017 : Joséphine, ange gardien, épisode La Dame aux gardénias (1re et 2e parties) réalisé par Stéphane Kopecky : Auguste
- 2018 : Une famille formidable, épisode Un seul être vous manque réalisé par Nicolas Herdt[2]
- 2019 : Les Mystères du Bois Galant de Lorenzo Gabriele : Jean Pradel
- 2019 : Camping Paradis, épisode Mariage au paradis (1re et 2e parties) réalisé par Stepan Kopecky et Philippe Proteau : Édouard
- 2019 : Double je, épisode Divorce sur mesure réalisé par Laurent Dussaux et Akim Isker[2]
- 2019 : Nina, épisode L'Éternel Retour réalisé par Jérôme Portheault : Sylvain Legendre
- 2019 : Myster Mocky présente, épisode Échec aux dames réalisé par Jean-Pierre Mocky
- 2020 : H24, série télévisée d'Octave Raspail et Nicolas Herdt : Docteur Galan
- 2020 : Les Mystères des majorettes de Lorenzo Gabriele : Pierre
- 2020 : Cassandre, épisode Temps mort : Charles Audemont
- 2020 : Demain nous appartient, saison 4 : Vadim Vigier (épisodes 758 à 764)
- 2021 : La Petite Femelle de Philippe Faucon : Père de Félix
- 2021 : Le Furet de Thomas Sorriaux : Père de Maxime
- 2023 : Le Daron de Frank Bellocq

## Théâtre

### Auteur
- 1995 : Sacré Nostradamus !, mise en scène Gérard Caillaud, Théâtre des Mathurins
- 2000 : Le Béret de la tortue
- 2003 : Un petit jeu sans conséquence (9 nominations, 5 Molières)
- 2005 : Une Heure et demie de retard
- 2006 : Vive Bouchon
- 2012 : Un stylo dans la tête, mise en scène Jean-Luc Moreau, avec Francis Perrin
- 2019 : Haute tension

### Comédien
- 1990 : Le Malade imaginaire, Comédie de Saint-Étienne
- 1991 : Port Royal, théâtre de la Madeleine
- 1993 : Quelle nuit, tournée
- 1995 : Les Palmes de monsieur Schutz, théâtre des Mathurins
- 1995 : Le Portefeuille de Pierre Sauvil et Éric Assous, mise en scène Jean-Luc Moreau, Théâtre Saint-Georges
- 1997 : Boeing Boeing, théâtre Michel
- 2001 : Shopping and Fucking, La Pépinière-Théâtre
- 2016 : Hier est un autre jour !, Théâtre du Gymnase
- 2022 : Œdipe is your love de David Basant et Déborah Elmalek, théâtre des Mathurins
- 2024 : Révélations de Jean-Éric Bielle, mise en scène Arnaud Lemort, théâtre de Passy